# Anna Säflund-Orstadius
Anna Katina Säflund-Orstadius, född 14 oktober 1955, är en svensk författare och översättare, med förflutet som förlagsredaktör på Albert Bonniers Förlag (1984-2003) och bokhandlare i Strängnäs (2003-2012).. Hon översätter från franska.
Hennes översättning av Marie-Hélène Lafons roman En sons historia tilldelades Kulturhuset Stadsteaterns internationella litteraturpris 2021.

## Böcker (urval)
- Den tatuerade (roman, Bonnier Alba 1993)

## Översättningar (urval)
- Sagan, Françoise: I stormens stillhet (roman, Bonniers 1984)
- Stéphanie (pseud.): Ättiksgurka med choklad (roman, Bonnier Junior 1986)
- Toussaint, Jean-Philippe: Badrummet (roman, Bonniers/Panache 1987)
- Camus, Albert: Anteckningar 1935–1942 (dagbok, Interculture 1991)
- Fenwick, Jean-Noel: Herr Schutz dilemma (dramatik, Englinds teaterförl. 1992)
- Chevillard, Éric: Rödöra (roman, Bonniers/Panache 2006)
- Chevillard, Éric: I taket (roman, Bonniers/Panache 2008)
- Carrère, Emmanuel: En rysk roman (Bonniers 2009)
- Aubenas, Florence: Kajen i Ouistreham (reportagebok, Elisabeth Grate Bokförlag 2011)
- Mercier, Eléonore: Han bara slog och slog (reportagebok, Elisabeth Grate Bokförlag 2011)
- Lafon, Marie-Hélène: Annonsen (roman, Elisabeth Grate Bokförlag 2013)
- Modiano, Patrick: Nätternas gräs (roman, Elisabeth Grate Bokförlag 2013)
- Khoury-Ghata, Vénus: Flickan som vandrade i öknen (roman, Elisabeth Grate Bokförlag 2014)
- Ailhaud, Violette: Såningsmannen (kortroman, Elisabeth Grate Bokförlag 2014)
- Modiano, Patrick: Horisonten (roman, Elisabeth Grate Bokförlag 2015)
- Modiano, Patrick: För att du inte ska gå vilse i kvarteret (roman, Elisabeth Grate Bokförlag 2016)
- Lafon, Marie-Hélène: De sista indianerna (roman, Elisabeth Grate Bokförlag 2017)
- Modiano, Patrick: Straffeftergift (roman, Elisabeth Grate Bokförlag 2017)
- Fulda, Anne: Emmanuel Macron. En biografi (tills m Pär Svensson, Historiska Media 2017)
- Romand, Anny: Tystnaden före skräcken (roman, Elisabeth Grate Bokförlag 2018)
- Modiano, Patrick: Slumrande minnen (roman, Elisabeth Grate Bokförlag 2018)
- Modiano, Patrick: Ur den djupaste glömska (roman, Elisabeth Grate Bokförlag 2020)
- Camus, Albert: Anteckningar, vol. I, 1935–1942 (rev. övers., Faethon 2020)
- Camus, Albert: Anteckningar, vol. III, 1951–1959 (tills. m. Jan Stolpe. Faethon 2020)
- Lafon, Marie-Hélène: En sons historia (roman, Elisabeth Grate Bokförlag 2021)
- Modiano, Patrick: Osynligt bläck (roman, Elisabeth Grate Bokförlag 2021)
- Modiano, Patrick: Chevreuse (roman, Elisabeth Grate Bokförlag 2022)
- Lafon, Marie-Hélène: Källorna (roman, Elisabeth Grate Bokförlag 2023)